# Montpellier UC
Montpellier VUC ist ein französischer Männer-Volleyballverein aus Montpellier. Er spielt derzeit in der Pro A, der höchsten französischen Liga.

## Geschichte
Der Montpellier Volley Université Club wurde als Teil des Montpellier Université Club 1941 gegründet. In den Jahren nach dem Krieg wurde man viermal französischer Meister. Seine Blütezeit erlebte der Montpellier VUC in den 1970er Jahren, als man dreimal Meister und sechsmal Vizemeister wurde. Zuletzt erreichte man 2008 und 2010 das französische Pokalfinale. International war der dritte Platz beim CEV-Pokal 1987/88 der größte Erfolg. 2022 wurde Montpellier zum achten Mal französischer Meister.

## Erfolge
- National
  - Französischer Meister: 1947, 1949, 1950, 1951, 1972, 1973, 1975, 2022
  - Französischer Vizemeister: 1969, 1970, 1971, 1976, 1977, 1979, 1992
  - Französischer Pokalfinalist: 2008, 2010

- International
  - CEV-Pokal:  Platz 3 1987/88, Achtelfinale 2009/10

## Deutsche Spieler
Mehrere deutsche Nationalspieler spielten seit 1990 für Montpellier VUC:
- Burkhard Sude, 1990/91
- Frank Stutzke, 1991/92, 1992/93
- Wolfgang Kuck, 2000/01, 2001/02, 2002/03, 2004/05, 2005/06
- Norbert Walter, 2006/07
- Jan Umlauft, 2008/09